# Rodolphe Töpffer
Rodolphe Töpffer (ur. 31 stycznia lub 1 lutego 1799, zm. 8 czerwca 1846) – szwajcarski nauczyciel, pisarz, malarz i karykaturzysta. Najbardziej znany z ilustrowanych opowieści. Uważany za ojca współczesnego komiksu.

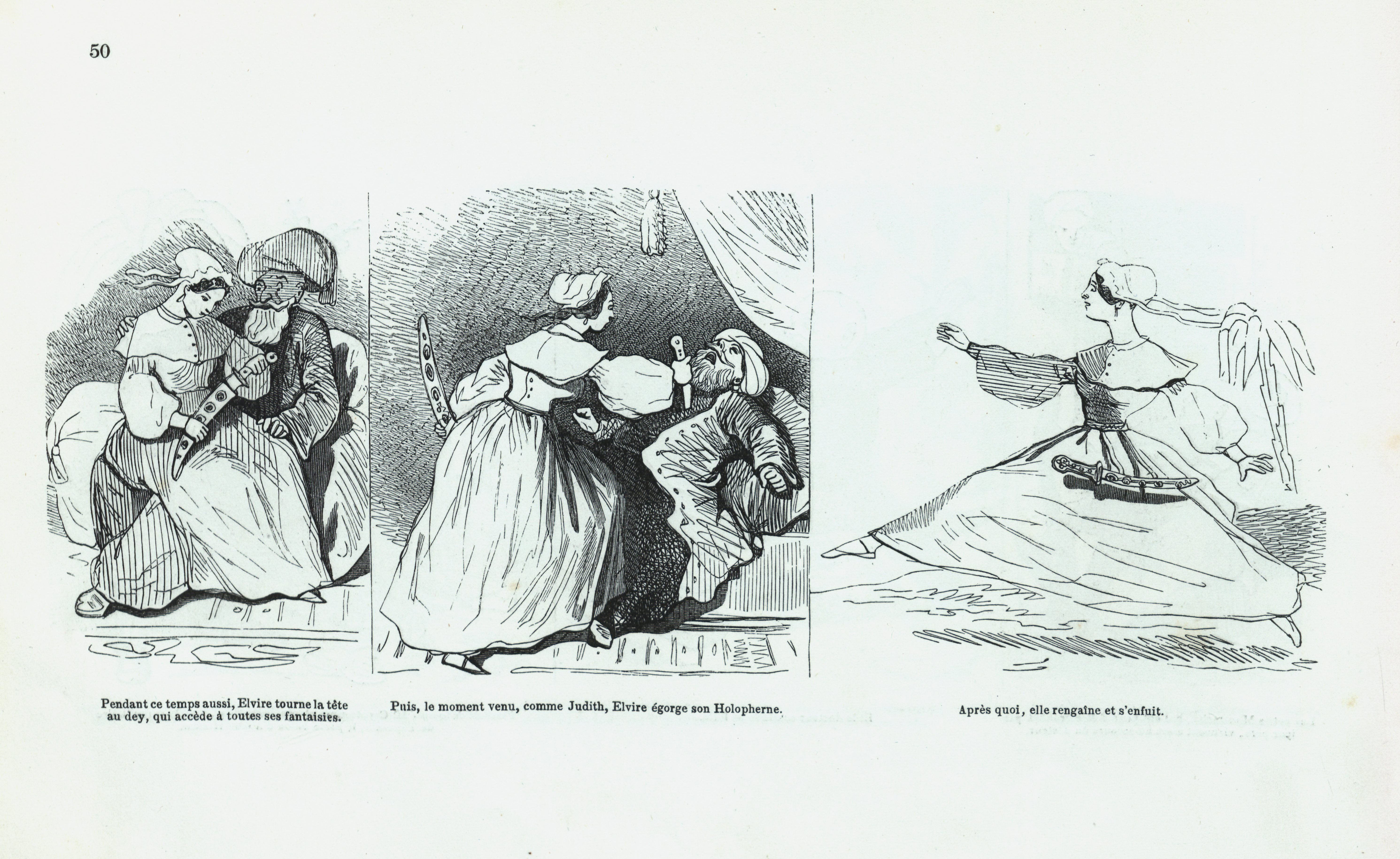
Strona z książki Töpffera pt. Autour de la table: histoire de M. Cryptogame (wyd. 1849), jednego z pierwszych komiksów

Töpffer uczęszczał do szkoły w Paryżu. Jako nauczyciel zabawiał uczniów karykaturami. W 1837 opublikował Histoire de M. Vieux Bois. Każda strona książki zawierała sześć kadrów obrazkowych, dokładnie tak jak współczesne komiksy. Töpffer opublikował więcej tego typu książek oraz teoretyczne eseje na temat zastosowanej formy.